# Дерев, Станислав Эдикович
Станислав Эдуардович Дерев (14 сентября 1947 года — 19 июля 2006 года) — черкесский политик и деятель. Советник Полномочного представителя Президента Российской Федерации в Южном федеральном округе (2000—2001 гг. и с 2005 г.), член Совета Федерации Федерального Собрания Российской Федерации — представитель в Совете Федерации Федерального Собрания Российской Федерации от Правительства Карачаево-Черкесской Республики (2001—2004 гг.), мэр г. Черкесска (1997—2000 гг), кандидат в президенты Карачаево-Черкесии в 1999 году.

## Биография
Окончил Кабардино-Балкарский государственный университет по специальности «промышленное и гражданское строительство». Прошёл срочную службу в Советской Армии.
С 1972 года по 1986 год — работал на промышленных предприятиях Кабардино-Балкарской АССР и Карачаево-Черкесской АО:
- с 1972 года — экспедитор на ковровой фабрике;
- 1974—1975 годы — мастер ПО «Каб-Балмебель» в Нальчике Кабардино-Балкарской АССР;
- 1975—1982 годы — начальником швейного цеха, заведующий производством предприятия общественного питания, мастер валяльно-войлочной фабрики;
- 1982—1986 годы — мастер цеха химического производственного объединения в Черкесске.

В начале 1980-х годов был осуждён за «незаконную предпринимательскую деятельность».
С 1986 года занялся предпринимательской деятельностью — открыл первое в Черкесске кооперативное кафе, занимался оптовой торговлей, создал кооператив «Меркурий». В 1990-х годах фирма «Меркурий» начала производить минеральные воды и водку.
В 1986—1990 годах — председатель кооператива «Меркурий», а в 1990—1997 годах — президент крупной водочной фирмы «Меркурий» (Черкесск). Его фирма, выпускающая минеральную воду, а также, несколько сортов водки (в том числе и довольно популярную в Москве «На троих»), поставляет свою продукцию практически во все крупнейшие города России. Водочный концерн «Меркурий» входит в пятерку крупнейших поставщиков водки на российский рынок, производя водку «Таможенная», «Белое Золото», «Золотое Руно», «Меркурий эксклюзивная», «Белая Черемуха», «Батька Нестор Махно», «На троих», а сам он, бывший скромный начальник участка на химическом заводе, всего за несколько лет стал самым богатым человеком в регионе с состоянием 50 миллионов американских долларов.
За 1998 год заработал 1 912 164 рубля (администрация города Черкесск, ООО «Меркурий» и продажа личного имущества). Имеет автомобили Ламборджини, Роллс-Ройс, Ауди-8, Мерседес-Брабус 
С декабря 1997 по август 2000 года — мэр Черкесска. В мае 1999 года баллотировался на пост главы Карачаево-Черкесской Республики, выборы проиграл Владимиру Магомедовичу Семёнову. Поражение Дерева повлекло за собой длительное противостояние в Черкесске его сторонников и сторонников избранного главы. Ситуация разрешилась добровольной отставкой Станислава Дерева. После своего ухода занимал должность советника полномочного представителя Президента Российской Федерации в Южном федеральном округе.
В декабре 1999 года баллотировался в Государственную Думу Федерального Собрания Российской Федерации III созыва по общефедеральному списку «Русской социалистической партии» (лидер — Владимир Алексеевич Брынцалов). Избран не был.
С 16 ноября 2001 года — член Совета Федерации Федерального Собрания Российской Федерации — представитель от Правительства Карачаево-Черкесской Республики.
С 26 декабря 2001 года — член Комитета Совета Федерации по делам Содружества Независимых Государств.
26 сентября 2003 года его полномочия прекращены в связи с истечением срока полномочий Президента Карачаево-Черкесской Республики. В тот же день, он был вновь назначен членом Совета Федерации.
С 15 октября 2003 года — член Комитета Совета Федерации по делам Федерации и региональной политике. 4 июня 2004 года досрочно выведен из Совета Федерации.
С февраля по сентябрь 2005 года — советник (на общественных началах) Полномочного представителя Президента Российской Федерации в Южном федеральном округе.
Скончался 19 июля 2006 года в результате обширного инфаркта.

## Награды
- Орден «Честь и слава» II степени (24 апреля 2015 года, Абхазия, посмертно) — за большой вклад в победу народу Абхазии в Отечественной войне 1992-1993 гг.[7]
- Почётная грамота Совета Федерации Федерального Собрания Российской Федерации
- Орден святого благоверного князя Даниила Московского (РПЦ, 1999 год)
- Орден Ставропольской и Бакинской епархии РПЦ «В благословение за усердные труды во славу Святой Церкви» (1998 год).

## Семья
Был женат, имеет двоих сыновей: Хаджимурат Дерев и
Гейдар Дерев